# Duduc
Duduc ou Dudoc est évêque de Wells de 1033 à sa mort, survenue le 18 janvier 1060 ou 1061.

## Biographie
Vraisemblablement originaire de Lotharingie, Duduc est prêtre au service du roi Knut le Grand au début des années 1030. Il détient alors des propriétés à Gloucester, ainsi qu'à Congresbury et Banwell dans le Somerset. À la mort de l'évêque Merehwit, il est choisi pour lui succéder à la tête du siège de Wells, sans doute par le roi plutôt que par le clergé. Il est sacré le 11 juin.
Duduc meurt un 18 janvier, mais les différents manuscrits de la Chronique anglo-saxonne ne s'accordent pas sur l'année, situant son décès soit en 1060, soit en 1061. D'après une pseudo-autobiographie de son successeur Gisa, Duduc aurait souhaité léguer à l'évêché de Wells ses possessions, dont les trois domaines de Gloucester, Congresbury et Banwell, mais à sa mort, le comte Harold Godwinson les accapare.